# Baku United Futsal Club
Il Baku United Futsal Club è una squadra inglese di calcio a 5 con sede a Londra.
Ha vinto tre titoli nazionali (2013, 2014 e 2015).

## Rosa
| N. |                        | Ruolo | Calciatore               |
| -- | ---------------------- | ----- | ------------------------ |
| 1  | Inghilterra (bandiera) | P     | James Dalton             |
| 12 | Spagna (bandiera)      | P     | Cidao                    |
| 15 | Spagna (bandiera)      | P     | Antonio Fernández Gómez  |
| 3  | Inghilterra (bandiera) | D     | Agon Rexha               |
| 4  | Inghilterra (bandiera) | D     | Doug Reed                |
| 5  | Italia (bandiera)      | D     | Alexandre Ghiotti        |
| 14 | Spagna (bandiera)      | D     | Jonathan Cámara Revuelta |
| 18 | Spagna (bandiera)      | D     | Carlos                   |
| 2  | Spagna (bandiera)      | A     | José López               |

| N. |                       | Ruolo | Calciatore            |
| -- | --------------------- | ----- | --------------------- |
| 6  | Francia (bandiera)    | A     | Kevin Ramírez         |
| 7  | Brasile (bandiera)    | A     | Paulo Roberto         |
| 8  | Spagna (bandiera)     | A     | Quique Salgado Fraile |
| 9  | Spagna (bandiera)     | A     | Jesus Hurtado Cáceres |
| 10 | Spagna (bandiera)     | A     | Raul Solano Gutierrez |
| 11 | Brasile (bandiera)    | A     | Marcelo               |
| 13 | Portogallo (bandiera) | A     | Arnaldo               |
| 17 | Serbia (bandiera)     | A     | Marko Pršić           |

## Palmarès
- 2 Campionati inglesi : 2013, 2014